# Miomantis saussurei
Miomantis saussurei es una especie de mantis de la familia Mantidae.

## Distribución geográfica
Se encuentra en Mozambique, Somalia y Natal en (Sudáfrica).